# Maasterras
De Maasterrassen vormen een aardkundig verschijnsel dat optreedt waar de Maas door de Venloslenk loopt. Ze vormen samen met het Maasdal de Maasvallei.
Men onderscheidt het laagterras, het middenterras en het hoogterras. Het laagterras wordt gevormd sinds het einde van het Weichselien, terwijl het middenterras is uitgesleten door meandering van de Maas tijdens het Vroeg-Pleistoceen, toen de Maas een vlechtende rivier was. Niet alleen werden er steeds weer beddingen uitgeschuurd, er werd ook sediment afgezet en door de wind werden rivierduinen gevormd. Ondertussen verplaatste de loop van de Maas zich geleidelijk in westelijke richting.
Ten oosten van het Maasdal bevindt zich het hoogterras, dat een opvallende steilrand vertoont naar het middenterras toe. Deze steilrand is ongeveer 250.000 jaar geleden gevormd. De Maas erodeerde toen het hoogterras, waarop zich afzettingen van de Rijn bevinden.
Over een aantal kilometers loopt deze steilrand samen met de Nederlands-Duitse grens tussen Roermond en Venlo en bedraagt het hoogteverschil tot 23 meter. Aan de Duitse kant liggen de hooggelegen bossen Elmpter Wald en Brachter Wald, terwijl aan de Nederlandse kant een relatief laaggelegen broekontginning ligt.
Verder naar het zuiden vindt men de terrasovergangen terug in het natuurgebied Meinweg.